# Tultepec
Tultepec là một đô thị thuộc bang México, México. Năm 2005, dân số của đô thị này là 110145 người.